# یوکابیدان
یوکابیدان (نام علمی: Prodoxidae) نام یک تیره از بالاخانواده برگ‌برنده‌واران است.